# DUSTWUN
DUSTWUN（duty status—whereabouts unknownの略語）は、所在不明だが、死亡した、または捕虜になったと確認されていないアメリカ兵士に対して割り当てられた一時的な死傷者の立場である。

## 歴史
アメリカ兵士のボウ・ベルグダールは、アフガニスタンで捕虜として5年間過ごしたことで、アメリカ合衆国で全国から注目された。彼は、2009年に、任地から離れて最寄りの司令部に20km歩いて向かう中で、ターリバーンに捕まった。彼がいなくなったことで、アメリカ軍が45日間ほど「DUSTWUN」捜索をしたが不成功に終わった。

## 備考
1. ↑  “MILPERSMAN 1770-020: DUTY STATUS-WHEREABOUTS UNKNOWN (DUSTWUN) AND "MISSING" STATUS RECOMMENDATIONS”. United States Navy.   Navy Casualty, Entitlements and Mortuary Affairs Office (OPNAV (N135C)). 2021年4月6日閲覧。
2. ↑  “'Serial' Season 2 Debuts With Bowe Bergdahl Telling 'Desertion' Story”. NBC News (2015年12月10日). 2021年4月6日閲覧。